# Georges Goyon
Pour les articles homonymes, voir Goyon.
Georges Goyon, né le 5 août 1905 à Port-Saïd en Égypte et mort le 12 janvier 1996 à Marseille en France, est un égyptologue français, maître de recherche au Centre national de la recherche scientifique (CNRS), archéologue privé du roi Farouk.

## Fouilles de Tanis
Élève et disciple de Pierre Montet, Georges Goyon a dirigé, au début de sa carrière, la construction du gigantesque monument de granite érigé par la Compagnie du Canal de Suez à Ismaïlia. 
Pendant vingt ans, il a mené les travaux des fouilles de Tanis.

## Travaux sur la pyramide de Khéops
Mettant à profit sa mission de relever les noms de voyageurs gravés sur les pierres de la pyramide de Khéops, Georges Goyon en inspecta toutes les pierres et effectua un relevé de la hauteur des assises de bas en haut à l'angle nord-est, reprenant ainsi les deux mesures antérieures séparées de Coutelle et Jomard, effectuées un siècle et demi plus tôt, lors de l'expédition d'Égypte. Toutes ces mesures se rejoignent, à quelques centimètres près.

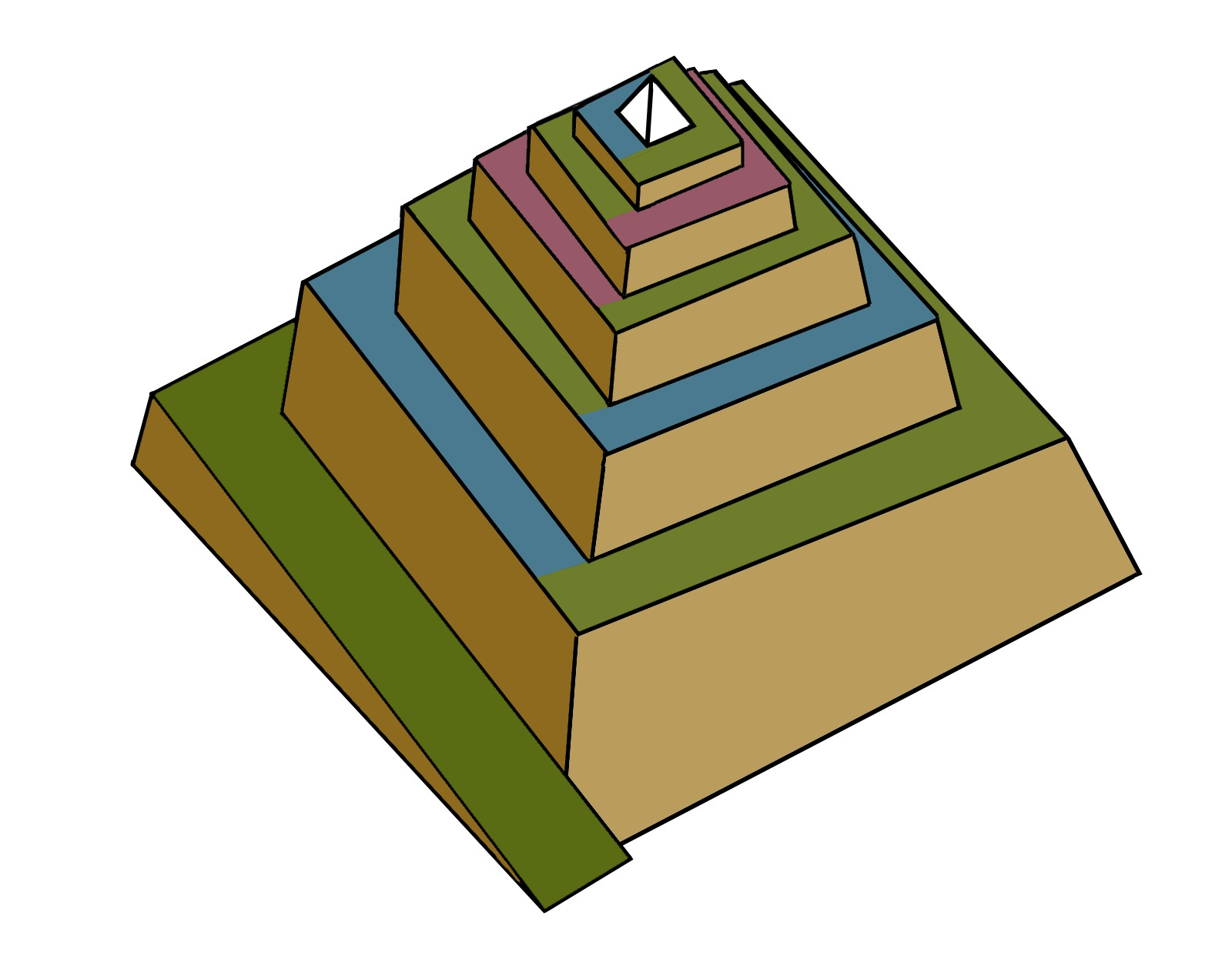
Modèle de rampe de Georges Goyon

En 1977, il publia un modèle avec une seule rampe en spirale pour la construction de la pyramide de Khéops. Les rampes sont fixées à l'enveloppe extérieure et enveloppent complètement la pyramide.

## Publications
- Le Secret des bâtisseurs des grandes pyramides - Khéops, Pygmalion, nouvelle édition 1997  (ISBN 2857043155) ;
- La Découverte des trésors de Tanis, Éditions Perséa, 1987